# 蒂尔西特路
蒂尔西特路（Rue de Tilsitt）是巴黎第八区和十七区的一条街道，和普雷斯堡路一同构成环绕戴高乐广场的环形道路，1864年以蒂尔西特和约命名（蒂尔西特是苏维埃茨克原来的德语名称）。